# فياراسا
بلدية فياراسا (بالإسبانية: Villarrasa) هي بلدية تقع في مقاطعة ولبة التابعة لمنطقة أندلوسيا جنوب إسبانيا.

## الديموغرافيا
بلغ عدد سكان بلدية فياراسا 2.191 نسمة عام 2011 (وفقاً للمعهد الوطني الإسباني للإحصاء).
| 2.092 | 2.071 | 2.088 | 2.095 | 2.142 | 2.151 | 2.191 |